# Kościół św. Michała Archanioła w Pokrzywnicy
Kościół św. Michała Archanioła w Pokrzywnicy – ceglany rzymskokatolicki kościół filialny należący do parafii Matki Bożej Nieustającej Pomocy w Szydłowie, metropolii szczecińsko-kamieńskiej, zlokalizowany w Pokrzywnicy (powiat pilski, województwo wielkopolskie)

## Historia i architektura

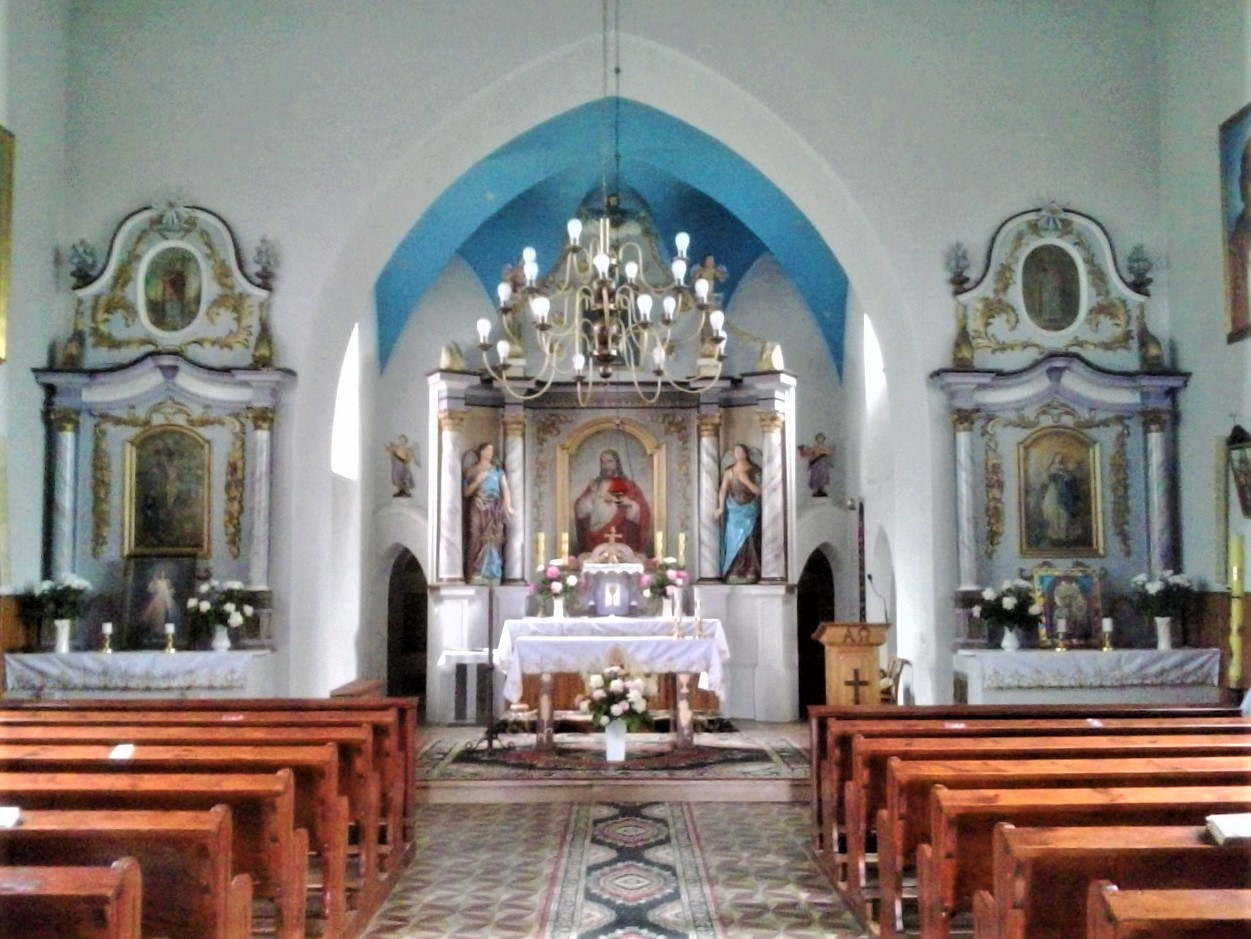
Wnętrze z ołtarzami

Obiekt został wzniesiony w latach 1856-1858 w stylu neogotyckim. Konsekracja nastąpiła w 1858. W wieży świątyni znajduje się renesansowy dzwon z XVI wieku. 
W 2018 na wieży zawieszono tarczę zegarową. Zegar zakupiono z funduszy Unii Europejskiej w ramach projektu realizowanego przez parafię szydłowską przy współudziale Stowarzyszenia Na Rzecz Rozwoju Wsi Gądek, Kłoda i Pokrzywnica. 